# Давн
Давн (грец. Δαύνιος, Δαύνο, лат. Daunus) — міфічний володар Північної Апулії (Давнії), син Пілумна й Данаї, батько (варіант: прадід) Турна. Віддав свою доньку заміж за Діомеда. Овідій називає його «япіг Давн». Коли Діомед помер, то Давн озброїв варварів зброєю еллінів і перебив еллінів, які були поселились разом з Діомедом.